# Jana Vejrková
Jana Vejrková (* 5. září 1967), provdaná Kapounková, je bývalá reprezentantka Československa ve sportovní gymnastice.
Startovala na Letních olympijských hrách 1988 v jihokorejském Soulu, kde ve víceboji jednotlivkyň obsadila 58. místo a kde se s československým týmem ve víceboji družstev umístila na 7. místě. Nyní je učitelkou zeměpisu a tělesné výchovy na základní škole Milénova v Brně.